# Liste des planètes mineures (104001-105000)
Voici la liste des planètes mineures numérotées de 104001 à 105000. Les planètes mineures sont numérotées lorsque leur orbite est confirmée, ce qui peut parfois se produire longtemps après leur découverte. Elles sont classées ici par leur numéro et donc approximativement par leur date de découverte.

## Planètes mineures 104001 à 105000

### 104001-104100
| Nom                | Désignation provisoire | Date de la découverte | Découvreur  |
| ------------------ | ---------------------- | --------------------- | ----------- |
| (104001)           | 2000 DO99              | 29 février 2000       | LINEAR      |
| (104002)           | 2000 DX99              | 29 février 2000       | LINEAR      |
| (104003)           | 2000 DD100             | 29 février 2000       | LINEAR      |
| (104004)           | 2000 DU100             | 29 février 2000       | LINEAR      |
| (104005)           | 2000 DS101             | 29 février 2000       | LINEAR      |
| (104006)           | 2000 DG102             | 29 février 2000       | LINEAR      |
| (104007)           | 2000 DT102             | 29 février 2000       | LINEAR      |
| (104008)           | 2000 DY102             | 29 février 2000       | LINEAR      |
| (104009)           | 2000 DD103             | 29 février 2000       | LINEAR      |
| (104010)           | 2000 DH105             | 29 février 2000       | LINEAR      |
| (104011)           | 2000 DQ105             | 29 février 2000       | LINEAR      |
| (104012)           | 2000 DV106             | 29 février 2000       | LINEAR      |
| (104013)           | 2000 DL107             | 29 février 2000       | LINEAR      |
| (104014)           | 2000 DR107             | 28 février 2000       | LINEAR      |
| (104015)           | 2000 DF108             | 28 février 2000       | LINEAR      |
| (104016)           | 2000 DH108             | 29 février 2000       | LINEAR      |
| (104017)           | 2000 DO108             | 29 février 2000       | LINEAR      |
| (104018)           | 2000 DF109             | 29 février 2000       | LINEAR      |
| (104019)           | 2000 DT109             | 29 février 2000       | LINEAR      |
| (104020) Heilbronn | 2000 DL110             | 26 février 2000       | Pauwels, T. |
| (104021)           | 2000 DW110             | 25 février 2000       | LINEAR      |
| (104022)           | 2000 DJ111             | 29 février 2000       | LINEAR      |
| (104023)           | 2000 DZ111             | 29 février 2000       | LINEAR      |
| (104024)           | 2000 DA112             | 29 février 2000       | LINEAR      |
| (104025)           | 2000 DF112             | 29 février 2000       | LINEAR      |
| (104026)           | 2000 DY112             | 25 février 2000       | Spacewatch  |
| (104027)           | 2000 DA113             | 25 février 2000       | Spacewatch  |
| (104028)           | 2000 DT113             | 27 février 2000       | Spacewatch  |
| (104029)           | 2000 DG115             | 27 février 2000       | Spacewatch  |
| (104030)           | 2000 DK116             | 25 février 2000       | CSS         |
| (104031)           | 2000 EA                | 1er mars 2000         | Roe, J. M.  |
| (104032)           | 2000 ED1               | 3 mars 2000           | LINEAR      |
| (104033)           | 2000 EJ1               | 3 mars 2000           | LINEAR      |
| (104034)           | 2000 EK1               | 3 mars 2000           | LINEAR      |
| (104035)           | 2000 ER1               | 3 mars 2000           | LINEAR      |
| (104036)           | 2000 EJ4               | 2 mars 2000           | Spacewatch  |
| (104037)           | 2000 EK4               | 2 mars 2000           | Spacewatch  |
| (104038)           | 2000 EP4               | 2 mars 2000           | Spacewatch  |
| (104039)           | 2000 EY5               | 2 mars 2000           | Spacewatch  |
| (104040)           | 2000 EK6               | 2 mars 2000           | Spacewatch  |
| (104041)           | 2000 EE8               | 3 mars 2000           | LINEAR      |
| (104042)           | 2000 EJ10              | 3 mars 2000           | LINEAR      |
| (104043)           | 2000 EU10              | 4 mars 2000           | LINEAR      |
| (104044)           | 2000 EA11              | 4 mars 2000           | LINEAR      |
| (104045)           | 2000 EC11              | 4 mars 2000           | LINEAR      |
| (104046)           | 2000 EW11              | 4 mars 2000           | LINEAR      |
| (104047)           | 2000 EM12              | 4 mars 2000           | LINEAR      |
| (104048)           | 2000 EL13              | 5 mars 2000           | LINEAR      |
| (104049)           | 2000 EP13              | 5 mars 2000           | LINEAR      |
| (104050)           | 2000 ET13              | 5 mars 2000           | LINEAR      |
| (104051)           | 2000 ET14              | 3 mars 2000           | LINEAR      |
| (104052) Zachery   | 2000 EE15              | 6 mars 2000           | Brady, N.   |
| (104053)           | 2000 EE16              | 3 mars 2000           | Spacewatch  |
| (104054)           | 2000 ET16              | 3 mars 2000           | LINEAR      |
| (104055)           | 2000 EQ17              | 4 mars 2000           | LINEAR      |
| (104056)           | 2000 ES17              | 4 mars 2000           | LINEAR      |
| (104057)           | 2000 EU17              | 4 mars 2000           | LINEAR      |
| (104058)           | 2000 EV17              | 4 mars 2000           | LINEAR      |
| (104059)           | 2000 EZ17              | 4 mars 2000           | LINEAR      |
| (104060)           | 2000 EM18              | 5 mars 2000           | LINEAR      |
| (104061)           | 2000 EP18              | 5 mars 2000           | LINEAR      |
| (104062)           | 2000 EU18              | 5 mars 2000           | LINEAR      |
| (104063)           | 2000 EX18              | 5 mars 2000           | LINEAR      |
| (104064)           | 2000 EF19              | 5 mars 2000           | LINEAR      |
| (104065)           | 2000 EJ19              | 5 mars 2000           | LINEAR      |
| (104066)           | 2000 EN20              | 3 mars 2000           | CSS         |
| (104067)           | 2000 EY20              | 3 mars 2000           | CSS         |
| (104068)           | 2000 EJ22              | 3 mars 2000           | Spacewatch  |
| (104069)           | 2000 EU22              | 3 mars 2000           | Spacewatch  |
| (104070)           | 2000 EM23              | 8 mars 2000           | Spacewatch  |
| (104071)           | 2000 ET23              | 8 mars 2000           | Spacewatch  |
| (104072)           | 2000 EU23              | 8 mars 2000           | Spacewatch  |
| (104073)           | 2000 EZ24              | 8 mars 2000           | Spacewatch  |
| (104074)           | 2000 ES25              | 8 mars 2000           | Spacewatch  |
| (104075)           | 2000 EE27              | 3 mars 2000           | LINEAR      |
| (104076)           | 2000 EB28              | 4 mars 2000           | LINEAR      |
| (104077)           | 2000 EF28              | 4 mars 2000           | LINEAR      |
| (104078)           | 2000 EK29              | 5 mars 2000           | LINEAR      |
| (104079)           | 2000 EC30              | 5 mars 2000           | LINEAR      |
| (104080)           | 2000 EE30              | 5 mars 2000           | LINEAR      |
| (104081)           | 2000 EH30              | 5 mars 2000           | LINEAR      |
| (104082)           | 2000 EQ30              | 5 mars 2000           | LINEAR      |
| (104083)           | 2000 EU30              | 5 mars 2000           | LINEAR      |
| (104084)           | 2000 EA32              | 5 mars 2000           | LINEAR      |
| (104085)           | 2000 EF32              | 5 mars 2000           | LINEAR      |
| (104086)           | 2000 EM32              | 5 mars 2000           | LINEAR      |
| (104087)           | 2000 EV32              | 5 mars 2000           | LINEAR      |
| (104088)           | 2000 EZ32              | 5 mars 2000           | LINEAR      |
| (104089)           | 2000 EJ33              | 5 mars 2000           | LINEAR      |
| (104090)           | 2000 ET33              | 5 mars 2000           | LINEAR      |
| (104091)           | 2000 EA34              | 5 mars 2000           | LINEAR      |
| (104092)           | 2000 EN34              | 5 mars 2000           | LINEAR      |
| (104093)           | 2000 EO34              | 5 mars 2000           | LINEAR      |
| (104094)           | 2000 EX34              | 6 mars 2000           | LINEAR      |
| (104095)           | 2000 EB35              | 6 mars 2000           | LINEAR      |
| (104096)           | 2000 EN35              | 8 mars 2000           | LINEAR      |
| (104097)           | 2000 EH36              | 5 mars 2000           | LINEAR      |
| (104098)           | 2000 EQ37              | 8 mars 2000           | LINEAR      |
| (104099)           | 2000 EW37              | 8 mars 2000           | LINEAR      |
| (104100)           | 2000 ER39              | 8 mars 2000           | LINEAR      |

### 104101-104200
| Nom      | Désignation provisoire | Date de la découverte | Découvreur   |
| -------- | ---------------------- | --------------------- | ------------ |
| (104101) | 2000 EK42              | 8 mars 2000           | LINEAR       |
| (104102) | 2000 EB43              | 8 mars 2000           | LINEAR       |
| (104103) | 2000 EW43              | 8 mars 2000           | LINEAR       |
| (104104) | 2000 EB44              | 8 mars 2000           | LINEAR       |
| (104105) | 2000 EQ44              | 9 mars 2000           | LINEAR       |
| (104106) | 2000 ES44              | 9 mars 2000           | LINEAR       |
| (104107) | 2000 EB45              | 9 mars 2000           | LINEAR       |
| (104108) | 2000 EH45              | 9 mars 2000           | LINEAR       |
| (104109) | 2000 EN46              | 9 mars 2000           | LINEAR       |
| (104110) | 2000 EA47              | 9 mars 2000           | LINEAR       |
| (104111) | 2000 EE47              | 9 mars 2000           | LINEAR       |
| (104112) | 2000 EO47              | 9 mars 2000           | LINEAR       |
| (104113) | 2000 EJ49              | 9 mars 2000           | LINEAR       |
| (104114) | 2000 EO50              | 10 mars 2000          | Comba, P. G. |
| (104115) | 2000 EX51              | 3 mars 2000           | Spacewatch   |
| (104116) | 2000 EF52              | 3 mars 2000           | Spacewatch   |
| (104117) | 2000 EZ52              | 3 mars 2000           | Spacewatch   |
| (104118) | 2000 EU53              | 9 mars 2000           | Spacewatch   |
| (104119) | 2000 EF54              | 9 mars 2000           | Spacewatch   |
| (104120) | 2000 EL55              | 10 mars 2000          | Spacewatch   |
| (104121) | 2000 ET55              | 5 mars 2000           | LINEAR       |
| (104122) | 2000 EG56              | 8 mars 2000           | LINEAR       |
| (104123) | 2000 EY56              | 8 mars 2000           | LINEAR       |
| (104124) | 2000 EU57              | 8 mars 2000           | LINEAR       |
| (104125) | 2000 EC58              | 8 mars 2000           | LINEAR       |
| (104126) | 2000 ET58              | 8 mars 2000           | LINEAR       |
| (104127) | 2000 EG59              | 9 mars 2000           | LINEAR       |
| (104128) | 2000 EK59              | 9 mars 2000           | LINEAR       |
| (104129) | 2000 EB60              | 10 mars 2000          | LINEAR       |
| (104130) | 2000 EZ60              | 10 mars 2000          | LINEAR       |
| (104131) | 2000 EE61              | 10 mars 2000          | LINEAR       |
| (104132) | 2000 EO61              | 10 mars 2000          | LINEAR       |
| (104133) | 2000 EX62              | 10 mars 2000          | LINEAR       |
| (104134) | 2000 EB63              | 10 mars 2000          | LINEAR       |
| (104135) | 2000 EG63              | 10 mars 2000          | LINEAR       |
| (104136) | 2000 EH63              | 10 mars 2000          | LINEAR       |
| (104137) | 2000 EE64              | 10 mars 2000          | LINEAR       |
| (104138) | 2000 EQ64              | 10 mars 2000          | LINEAR       |
| (104139) | 2000 EA65              | 10 mars 2000          | LINEAR       |
| (104140) | 2000 EB65              | 10 mars 2000          | LINEAR       |
| (104141) | 2000 EE65              | 10 mars 2000          | LINEAR       |
| (104142) | 2000 EN65              | 10 mars 2000          | LINEAR       |
| (104143) | 2000 EU65              | 10 mars 2000          | LINEAR       |
| (104144) | 2000 EP66              | 10 mars 2000          | LINEAR       |
| (104145) | 2000 EW66              | 10 mars 2000          | LINEAR       |
| (104146) | 2000 EE67              | 10 mars 2000          | LINEAR       |
| (104147) | 2000 EH67              | 10 mars 2000          | LINEAR       |
| (104148) | 2000 EJ67              | 10 mars 2000          | LINEAR       |
| (104149) | 2000 ET67              | 10 mars 2000          | LINEAR       |
| (104150) | 2000 EE68              | 10 mars 2000          | LINEAR       |
| (104151) | 2000 EK68              | 10 mars 2000          | LINEAR       |
| (104152) | 2000 EU68              | 10 mars 2000          | LINEAR       |
| (104153) | 2000 EC69              | 10 mars 2000          | LINEAR       |
| (104154) | 2000 EP69              | 10 mars 2000          | LINEAR       |
| (104155) | 2000 ER69              | 10 mars 2000          | LINEAR       |
| (104156) | 2000 ET69              | 10 mars 2000          | LINEAR       |
| (104157) | 2000 EW69              | 10 mars 2000          | LINEAR       |
| (104158) | 2000 EF70              | 10 mars 2000          | LINEAR       |
| (104159) | 2000 ED73              | 10 mars 2000          | Spacewatch   |
| (104160) | 2000 EF74              | 10 mars 2000          | Spacewatch   |
| (104161) | 2000 EQ75              | 5 mars 2000           | LINEAR       |
| (104162) | 2000 EB76              | 5 mars 2000           | LINEAR       |
| (104163) | 2000 EL76              | 5 mars 2000           | LINEAR       |
| (104164) | 2000 EP77              | 5 mars 2000           | LINEAR       |
| (104165) | 2000 EY77              | 5 mars 2000           | LINEAR       |
| (104166) | 2000 EL78              | 5 mars 2000           | LINEAR       |
| (104167) | 2000 EL79              | 5 mars 2000           | LINEAR       |
| (104168) | 2000 EU79              | 5 mars 2000           | LINEAR       |
| (104169) | 2000 EB80              | 5 mars 2000           | LINEAR       |
| (104170) | 2000 EB81              | 5 mars 2000           | LINEAR       |
| (104171) | 2000 EK81              | 5 mars 2000           | LINEAR       |
| (104172) | 2000 EE82              | 5 mars 2000           | LINEAR       |
| (104173) | 2000 EE83              | 5 mars 2000           | LINEAR       |
| (104174) | 2000 EY83              | 5 mars 2000           | LINEAR       |
| (104175) | 2000 EJ84              | 6 mars 2000           | LINEAR       |
| (104176) | 2000 EX85              | 8 mars 2000           | LINEAR       |
| (104177) | 2000 EO87              | 8 mars 2000           | LINEAR       |
| (104178) | 2000 EC90              | 9 mars 2000           | LINEAR       |
| (104179) | 2000 EZ90              | 9 mars 2000           | LINEAR       |
| (104180) | 2000 EM91              | 9 mars 2000           | LINEAR       |
| (104181) | 2000 EA96              | 11 mars 2000          | LINEAR       |
| (104182) | 2000 EB96              | 11 mars 2000          | LINEAR       |
| (104183) | 2000 EH96              | 11 mars 2000          | LINEAR       |
| (104184) | 2000 EK96              | 11 mars 2000          | LINEAR       |
| (104185) | 2000 EG98              | 9 mars 2000           | Spacewatch   |
| (104186) | 2000 EH98              | 9 mars 2000           | Spacewatch   |
| (104187) | 2000 EJ98              | 9 mars 2000           | Spacewatch   |
| (104188) | 2000 EW99              | 12 mars 2000          | Spacewatch   |
| (104189) | 2000 EQ100             | 12 mars 2000          | Spacewatch   |
| (104190) | 2000 EL101             | 12 mars 2000          | Spacewatch   |
| (104191) | 2000 EN101             | 12 mars 2000          | Spacewatch   |
| (104192) | 2000 EE102             | 14 mars 2000          | Spacewatch   |
| (104193) | 2000 EO102             | 14 mars 2000          | Spacewatch   |
| (104194) | 2000 EE103             | 11 mars 2000          | LINEAR       |
| (104195) | 2000 EN103             | 12 mars 2000          | LINEAR       |
| (104196) | 2000 EL105             | 11 mars 2000          | LONEOS       |
| (104197) | 2000 ET105             | 11 mars 2000          | LONEOS       |
| (104198) | 2000 ED106             | 11 mars 2000          | LONEOS       |
| (104199) | 2000 EO107             | 8 mars 2000           | LINEAR       |
| (104200) | 2000 EL108             | 8 mars 2000           | LINEAR       |

### 104201-104300
| Nom               | Désignation provisoire | Date de la découverte | Découvreur |
| ----------------- | ---------------------- | --------------------- | ---------- |
| (104201)          | 2000 EN108             | 8 mars 2000           | NEAT       |
| (104202)          | 2000 ES108             | 8 mars 2000           | LINEAR     |
| (104203)          | 2000 EY109             | 8 mars 2000           | NEAT       |
| (104204)          | 2000 EA111             | 8 mars 2000           | NEAT       |
| (104205)          | 2000 EE112             | 9 mars 2000           | LINEAR     |
| (104206)          | 2000 EO112             | 9 mars 2000           | LINEAR     |
| (104207)          | 2000 ED113             | 9 mars 2000           | LINEAR     |
| (104208)          | 2000 EQ113             | 9 mars 2000           | Spacewatch |
| (104209)          | 2000 EN115             | 10 mars 2000          | Spacewatch |
| (104210) Leeupton | 2000 ES116             | 10 mars 2000          | LINEAR     |
| (104211)          | 2000 EW116             | 10 mars 2000          | LINEAR     |
| (104212)          | 2000 ER117             | 11 mars 2000          | LONEOS     |
| (104213)          | 2000 EE118             | 11 mars 2000          | LONEOS     |
| (104214)          | 2000 EJ118             | 11 mars 2000          | LONEOS     |
| (104215)          | 2000 ES118             | 11 mars 2000          | LONEOS     |
| (104216)          | 2000 EF119             | 11 mars 2000          | LONEOS     |
| (104217)          | 2000 EM119             | 11 mars 2000          | LONEOS     |
| (104218)          | 2000 EU119             | 11 mars 2000          | LONEOS     |
| (104219)          | 2000 EO120             | 11 mars 2000          | LONEOS     |
| (104220)          | 2000 EP120             | 11 mars 2000          | LONEOS     |
| (104221)          | 2000 EU120             | 11 mars 2000          | LONEOS     |
| (104222)          | 2000 EH121             | 11 mars 2000          | LONEOS     |
| (104223)          | 2000 EP121             | 11 mars 2000          | LONEOS     |
| (104224)          | 2000 EC122             | 11 mars 2000          | LONEOS     |
| (104225)          | 2000 EE123             | 11 mars 2000          | LINEAR     |
| (104226)          | 2000 EN123             | 11 mars 2000          | LONEOS     |
| (104227)          | 2000 EH125             | 11 mars 2000          | LONEOS     |
| (104228)          | 2000 EG127             | 11 mars 2000          | LONEOS     |
| (104229)          | 2000 ER128             | 11 mars 2000          | LONEOS     |
| (104230)          | 2000 EZ128             | 11 mars 2000          | LONEOS     |
| (104231)          | 2000 EE129             | 11 mars 2000          | LONEOS     |
| (104232)          | 2000 ET129             | 11 mars 2000          | LONEOS     |
| (104233)          | 2000 EV129             | 11 mars 2000          | LONEOS     |
| (104234)          | 2000 EL130             | 11 mars 2000          | LONEOS     |
| (104235)          | 2000 EL131             | 11 mars 2000          | LINEAR     |
| (104236)          | 2000 EG132             | 11 mars 2000          | LINEAR     |
| (104237)          | 2000 EU132             | 11 mars 2000          | LINEAR     |
| (104238)          | 2000 EB133             | 11 mars 2000          | LINEAR     |
| (104239)          | 2000 EG133             | 11 mars 2000          | LINEAR     |
| (104240)          | 2000 ET133             | 11 mars 2000          | LONEOS     |
| (104241)          | 2000 EB134             | 11 mars 2000          | LONEOS     |
| (104242)          | 2000 EL134             | 11 mars 2000          | LONEOS     |
| (104243)          | 2000 ES134             | 11 mars 2000          | LONEOS     |
| (104244)          | 2000 EX134             | 11 mars 2000          | LONEOS     |
| (104245)          | 2000 ED135             | 11 mars 2000          | LONEOS     |
| (104246)          | 2000 EM135             | 11 mars 2000          | LONEOS     |
| (104247)          | 2000 EH136             | 11 mars 2000          | LINEAR     |
| (104248)          | 2000 EJ136             | 11 mars 2000          | LINEAR     |
| (104249)          | 2000 EQ136             | 12 mars 2000          | LINEAR     |
| (104250)          | 2000 ET136             | 12 mars 2000          | LINEAR     |
| (104251)          | 2000 EJ137             | 7 mars 2000           | LINEAR     |
| (104252)          | 2000 EJ138             | 11 mars 2000          | LINEAR     |
| (104253)          | 2000 EK138             | 11 mars 2000          | LINEAR     |
| (104254)          | 2000 ET139             | 12 mars 2000          | CSS        |
| (104255)          | 2000 EJ140             | 1er mars 2000         | CSS        |
| (104256)          | 2000 EA141             | 2 mars 2000           | CSS        |
| (104257)          | 2000 EC141             | 2 mars 2000           | CSS        |
| (104258)          | 2000 EQ141             | 2 mars 2000           | CSS        |
| (104259)          | 2000 EK142             | 3 mars 2000           | Spacewatch |
| (104260)          | 2000 EF144             | 3 mars 2000           | CSS        |
| (104261)          | 2000 ES144             | 3 mars 2000           | Spacewatch |
| (104262)          | 2000 EY144             | 3 mars 2000           | CSS        |
| (104263)          | 2000 EZ144             | 3 mars 2000           | CSS        |
| (104264)          | 2000 EW145             | 3 mars 2000           | NEAT       |
| (104265)          | 2000 EK146             | 4 mars 2000           | CSS        |
| (104266)          | 2000 EW146             | 4 mars 2000           | LINEAR     |
| (104267)          | 2000 EM147             | 4 mars 2000           | CSS        |
| (104268)          | 2000 EA148             | 4 mars 2000           | CSS        |
| (104269)          | 2000 EC148             | 4 mars 2000           | CSS        |
| (104270)          | 2000 EC149             | 5 mars 2000           | LINEAR     |
| (104271)          | 2000 EF149             | 5 mars 2000           | LINEAR     |
| (104272)          | 2000 ES149             | 5 mars 2000           | LINEAR     |
| (104273)          | 2000 EU149             | 5 mars 2000           | LINEAR     |
| (104274)          | 2000 EU150             | 5 mars 2000           | NEAT       |
| (104275)          | 2000 EW150             | 5 mars 2000           | NEAT       |
| (104276)          | 2000 EL151             | 6 mars 2000           | LINEAR     |
| (104277)          | 2000 ER151             | 6 mars 2000           | NEAT       |
| (104278)          | 2000 EK152             | 6 mars 2000           | NEAT       |
| (104279)          | 2000 EE153             | 6 mars 2000           | NEAT       |
| (104280)          | 2000 ED154             | 6 mars 2000           | NEAT       |
| (104281)          | 2000 ET154             | 6 mars 2000           | NEAT       |
| (104282)          | 2000 EK155             | 9 mars 2000           | LINEAR     |
| (104283)          | 2000 EL155             | 9 mars 2000           | LINEAR     |
| (104284)          | 2000 EX155             | 9 mars 2000           | LINEAR     |
| (104285)          | 2000 EH156             | 9 mars 2000           | LINEAR     |
| (104286)          | 2000 EF157             | 11 mars 2000          | CSS        |
| (104287)          | 2000 EM157             | 11 mars 2000          | CSS        |
| (104288)          | 2000 EC158             | 12 mars 2000          | LONEOS     |
| (104289)          | 2000 EW158             | 12 mars 2000          | LONEOS     |
| (104290)          | 2000 EB164             | 3 mars 2000           | LINEAR     |
| (104291)          | 2000 EU164             | 3 mars 2000           | LINEAR     |
| (104292)          | 2000 EC165             | 3 mars 2000           | LINEAR     |
| (104293)          | 2000 EN166             | 4 mars 2000           | LINEAR     |
| (104294)          | 2000 ER168             | 4 mars 2000           | LINEAR     |
| (104295)          | 2000 EH169             | 4 mars 2000           | LINEAR     |
| (104296)          | 2000 ET169             | 4 mars 2000           | LINEAR     |
| (104297)          | 2000 EK171             | 5 mars 2000           | LINEAR     |
| (104298)          | 2000 EG172             | 10 mars 2000          | LINEAR     |
| (104299)          | 2000 EM173             | 4 mars 2000           | LINEAR     |
| (104300)          | 2000 ET174             | 1er mars 2000         | CSS        |

### 104301-104400
| Nom      | Désignation provisoire | Date de la découverte | Découvreur       |
| -------- | ---------------------- | --------------------- | ---------------- |
| (104301) | 2000 EZ175             | 3 mars 2000           | LINEAR           |
| (104302) | 2000 ED178             | 4 mars 2000           | LINEAR           |
| (104303) | 2000 EA179             | 4 mars 2000           | LINEAR           |
| (104304) | 2000 EM179             | 4 mars 2000           | LINEAR           |
| (104305) | 2000 EH183             | 5 mars 2000           | LINEAR           |
| (104306) | 2000 EM185             | 5 mars 2000           | NEAT             |
| (104307) | 2000 EO186             | 2 mars 2000           | CSS              |
| (104308) | 2000 ES186             | 3 mars 2000           | Spacewatch       |
| (104309) | 2000 EL192             | 3 mars 2000           | LINEAR           |
| (104310) | 2000 ER194             | 3 mars 2000           | LINEAR           |
| (104311) | 2000 EY195             | 3 mars 2000           | LINEAR           |
| (104312) | 2000 EQ196             | 3 mars 2000           | LINEAR           |
| (104313) | 2000 EM201             | 15 mars 2000          | LINEAR           |
| (104314) | 2000 EC203             | 5 mars 2000           | Deep Lens Survey |
| (104315) | 2000 FO                | 25 mars 2000          | Spacewatch       |
| (104316) | 2000 FP1               | 25 mars 2000          | Spacewatch       |
| (104317) | 2000 FD2               | 25 mars 2000          | Spacewatch       |
| (104318) | 2000 FF2               | 25 mars 2000          | Spacewatch       |
| (104319) | 2000 FM2               | 25 mars 2000          | Spacewatch       |
| (104320) | 2000 FP2               | 26 mars 2000          | Spacewatch       |
| (104321) | 2000 FD3               | 28 mars 2000          | LINEAR           |
| (104322) | 2000 FF4               | 27 mars 2000          | Spacewatch       |
| (104323) | 2000 FT4               | 27 mars 2000          | Spacewatch       |
| (104324) | 2000 FX4               | 27 mars 2000          | Spacewatch       |
| (104325) | 2000 FM6               | 25 mars 2000          | Spacewatch       |
| (104326) | 2000 FU6               | 29 mars 2000          | Spacewatch       |
| (104327) | 2000 FA7               | 29 mars 2000          | Spacewatch       |
| (104328) | 2000 FW7               | 29 mars 2000          | LINEAR           |
| (104329) | 2000 FN8               | 25 mars 2000          | Klet             |
| (104330) | 2000 FY8               | 29 mars 2000          | Spacewatch       |
| (104331) | 2000 FA9               | 29 mars 2000          | Spacewatch       |
| (104332) | 2000 FD9               | 29 mars 2000          | Spacewatch       |
| (104333) | 2000 FO9               | 30 mars 2000          | Spacewatch       |
| (104334) | 2000 FF10              | 30 mars 2000          | Spacewatch       |
| (104335) | 2000 FF11              | 28 mars 2000          | LINEAR           |
| (104336) | 2000 FM12              | 28 mars 2000          | LINEAR           |
| (104337) | 2000 FT12              | 28 mars 2000          | LINEAR           |
| (104338) | 2000 FA13              | 29 mars 2000          | LINEAR           |
| (104339) | 2000 FF13              | 29 mars 2000          | LINEAR           |
| (104340) | 2000 FN13              | 29 mars 2000          | LINEAR           |
| (104341) | 2000 FR13              | 29 mars 2000          | LINEAR           |
| (104342) | 2000 FH15              | 29 mars 2000          | LINEAR           |
| (104343) | 2000 FW15              | 28 mars 2000          | LINEAR           |
| (104344) | 2000 FX15              | 28 mars 2000          | LINEAR           |
| (104345) | 2000 FD16              | 28 mars 2000          | LINEAR           |
| (104346) | 2000 FY16              | 28 mars 2000          | LINEAR           |
| (104347) | 2000 FZ16              | 28 mars 2000          | LINEAR           |
| (104348) | 2000 FL17              | 29 mars 2000          | LINEAR           |
| (104349) | 2000 FO17              | 29 mars 2000          | LINEAR           |
| (104350) | 2000 FB18              | 29 mars 2000          | LINEAR           |
| (104351) | 2000 FF18              | 29 mars 2000          | LINEAR           |
| (104352) | 2000 FP18              | 29 mars 2000          | LINEAR           |
| (104353) | 2000 FR19              | 29 mars 2000          | LINEAR           |
| (104354) | 2000 FX19              | 29 mars 2000          | LINEAR           |
| (104355) | 2000 FF20              | 29 mars 2000          | LINEAR           |
| (104356) | 2000 FM20              | 29 mars 2000          | LINEAR           |
| (104357) | 2000 FO20              | 29 mars 2000          | LINEAR           |
| (104358) | 2000 FT20              | 29 mars 2000          | LINEAR           |
| (104359) | 2000 FV20              | 29 mars 2000          | LINEAR           |
| (104360) | 2000 FK21              | 29 mars 2000          | LINEAR           |
| (104361) | 2000 FV21              | 29 mars 2000          | LINEAR           |
| (104362) | 2000 FS22              | 29 mars 2000          | LINEAR           |
| (104363) | 2000 FH23              | 29 mars 2000          | LINEAR           |
| (104364) | 2000 FK26              | 27 mars 2000          | LONEOS           |
| (104365) | 2000 FP26              | 27 mars 2000          | LONEOS           |
| (104366) | 2000 FC27              | 27 mars 2000          | LONEOS           |
| (104367) | 2000 FG27              | 27 mars 2000          | LONEOS           |
| (104368) | 2000 FL27              | 27 mars 2000          | LONEOS           |
| (104369) | 2000 FT27              | 27 mars 2000          | LONEOS           |
| (104370) | 2000 FV27              | 27 mars 2000          | LONEOS           |
| (104371) | 2000 FH29              | 27 mars 2000          | LONEOS           |
| (104372) | 2000 FT29              | 27 mars 2000          | LONEOS           |
| (104373) | 2000 FV29              | 27 mars 2000          | LONEOS           |
| (104374) | 2000 FN30              | 27 mars 2000          | LONEOS           |
| (104375) | 2000 FE31              | 28 mars 2000          | LINEAR           |
| (104376) | 2000 FC32              | 29 mars 2000          | LINEAR           |
| (104377) | 2000 FF32              | 29 mars 2000          | LINEAR           |
| (104378) | 2000 FR33              | 29 mars 2000          | LINEAR           |
| (104379) | 2000 FB34              | 29 mars 2000          | LINEAR           |
| (104380) | 2000 FP34              | 29 mars 2000          | LINEAR           |
| (104381) | 2000 FW34              | 29 mars 2000          | LINEAR           |
| (104382) | 2000 FA35              | 29 mars 2000          | LINEAR           |
| (104383) | 2000 FD36              | 29 mars 2000          | LINEAR           |
| (104384) | 2000 FF36              | 29 mars 2000          | LINEAR           |
| (104385) | 2000 FL36              | 29 mars 2000          | LINEAR           |
| (104386) | 2000 FV36              | 29 mars 2000          | LINEAR           |
| (104387) | 2000 FY36              | 29 mars 2000          | LINEAR           |
| (104388) | 2000 FZ36              | 29 mars 2000          | LINEAR           |
| (104389) | 2000 FP38              | 29 mars 2000          | LINEAR           |
| (104390) | 2000 FR38              | 29 mars 2000          | LINEAR           |
| (104391) | 2000 FX38              | 29 mars 2000          | LINEAR           |
| (104392) | 2000 FW39              | 29 mars 2000          | LINEAR           |
| (104393) | 2000 FC41              | 29 mars 2000          | LINEAR           |
| (104394) | 2000 FO41              | 29 mars 2000          | LINEAR           |
| (104395) | 2000 FW41              | 29 mars 2000          | LINEAR           |
| (104396) | 2000 FC42              | 29 mars 2000          | LINEAR           |
| (104397) | 2000 FN43              | 29 mars 2000          | LINEAR           |
| (104398) | 2000 FC44              | 29 mars 2000          | LINEAR           |
| (104399) | 2000 FB45              | 29 mars 2000          | LINEAR           |
| (104400) | 2000 FO45              | 29 mars 2000          | LINEAR           |

### 104401-104500
| Nom      | Désignation provisoire | Date de la découverte | Découvreur                  |
| -------- | ---------------------- | --------------------- | --------------------------- |
| (104401) | 2000 FY45              | 29 mars 2000          | LINEAR                      |
| (104402) | 2000 FU46              | 29 mars 2000          | LINEAR                      |
| (104403) | 2000 FG47              | 29 mars 2000          | LINEAR                      |
| (104404) | 2000 FH47              | 29 mars 2000          | LINEAR                      |
| (104405) | 2000 FJ48              | 29 mars 2000          | LINEAR                      |
| (104406) | 2000 FN51              | 29 mars 2000          | Spacewatch                  |
| (104407) | 2000 FP51              | 29 mars 2000          | Spacewatch                  |
| (104408) | 2000 FD52              | 29 mars 2000          | Spacewatch                  |
| (104409) | 2000 FM55              | 29 mars 2000          | LINEAR                      |
| (104410) | 2000 FF56              | 29 mars 2000          | LINEAR                      |
| (104411) | 2000 FM56              | 29 mars 2000          | LINEAR                      |
| (104412) | 2000 FT56              | 29 mars 2000          | LINEAR                      |
| (104413) | 2000 FV56              | 29 mars 2000          | LINEAR                      |
| (104414) | 2000 FZ56              | 30 mars 2000          | CSS                         |
| (104415) | 2000 FG57              | 26 mars 2000          | LONEOS                      |
| (104416) | 2000 FS57              | 26 mars 2000          | LONEOS                      |
| (104417) | 2000 FX57              | 26 mars 2000          | LONEOS                      |
| (104418) | 2000 FB58              | 26 mars 2000          | LONEOS                      |
| (104419) | 2000 FN58              | 27 mars 2000          | LONEOS                      |
| (104420) | 2000 FY58              | 26 mars 2000          | LONEOS                      |
| (104421) | 2000 FG59              | 29 mars 2000          | LINEAR                      |
| (104422) | 2000 FJ59              | 29 mars 2000          | LINEAR                      |
| (104423) | 2000 FA60              | 29 mars 2000          | LINEAR                      |
| (104424) | 2000 FS60              | 29 mars 2000          | LINEAR                      |
| (104425) | 2000 FK61              | 29 mars 2000          | LINEAR                      |
| (104426) | 2000 FR61              | 29 mars 2000          | LINEAR                      |
| (104427) | 2000 FE62              | 26 mars 2000          | LONEOS                      |
| (104428) | 2000 FK62              | 26 mars 2000          | LONEOS                      |
| (104429) | 2000 FE63              | 27 mars 2000          | LONEOS                      |
| (104430) | 2000 FD64              | 29 mars 2000          | LINEAR                      |
| (104431) | 2000 FP64              | 30 mars 2000          | LINEAR                      |
| (104432) | 2000 FX64              | 30 mars 2000          | LINEAR                      |
| (104433) | 2000 FP66              | 30 mars 2000          | Spacewatch                  |
| (104434) | 2000 FT66              | 25 mars 2000          | Spacewatch                  |
| (104435) | 2000 FD67              | 25 mars 2000          | Spacewatch                  |
| (104436) | 2000 FG68              | 25 mars 2000          | Spacewatch                  |
| (104437) | 2000 FL72              | 25 mars 2000          | Spacewatch                  |
| (104438) | 2000 FH73              | 25 mars 2000          | Spacewatch                  |
| (104439) | 2000 FW73              | 26 mars 2000          | LONEOS                      |
| (104440) | 2000 FC74              | 31 mars 2000          | Uppsala-DLR Asteroid Survey |
| (104441) | 2000 GQ                | 1er avril 2000        | Spacewatch                  |
| (104442) | 2000 GB1               | 2 avril 2000          | LINEAR                      |
| (104443) | 2000 GS2               | 3 avril 2000          | LINEAR                      |
| (104444) | 2000 GR3               | 5 avril 2000          | LINEAR                      |
| (104445) | 2000 GA4               | 7 avril 2000          | Comba, P. G.                |
| (104446) | 2000 GT4               | 5 avril 2000          | LINEAR                      |
| (104447) | 2000 GP5               | 4 avril 2000          | LINEAR                      |
| (104448) | 2000 GE6               | 4 avril 2000          | LINEAR                      |
| (104449) | 2000 GK6               | 4 avril 2000          | LINEAR                      |
| (104450) | 2000 GT6               | 4 avril 2000          | LINEAR                      |
| (104451) | 2000 GJ7               | 4 avril 2000          | LINEAR                      |
| (104452) | 2000 GK7               | 4 avril 2000          | LINEAR                      |
| (104453) | 2000 GS7               | 4 avril 2000          | LINEAR                      |
| (104454) | 2000 GU7               | 4 avril 2000          | LINEAR                      |
| (104455) | 2000 GC8               | 5 avril 2000          | LINEAR                      |
| (104456) | 2000 GG8               | 5 avril 2000          | LINEAR                      |
| (104457) | 2000 GL8               | 5 avril 2000          | LINEAR                      |
| (104458) | 2000 GG9               | 5 avril 2000          | LINEAR                      |
| (104459) | 2000 GJ9               | 5 avril 2000          | LINEAR                      |
| (104460) | 2000 GF10              | 5 avril 2000          | LINEAR                      |
| (104461) | 2000 GL10              | 5 avril 2000          | LINEAR                      |
| (104462) | 2000 GO10              | 5 avril 2000          | LINEAR                      |
| (104463) | 2000 GW12              | 5 avril 2000          | LINEAR                      |
| (104464) | 2000 GR13              | 5 avril 2000          | LINEAR                      |
| (104465) | 2000 GS13              | 5 avril 2000          | LINEAR                      |
| (104466) | 2000 GK14              | 5 avril 2000          | LINEAR                      |
| (104467) | 2000 GR14              | 5 avril 2000          | LINEAR                      |
| (104468) | 2000 GN15              | 5 avril 2000          | LINEAR                      |
| (104469) | 2000 GS15              | 5 avril 2000          | LINEAR                      |
| (104470) | 2000 GW15              | 5 avril 2000          | LINEAR                      |
| (104471) | 2000 GO16              | 5 avril 2000          | LINEAR                      |
| (104472) | 2000 GF17              | 5 avril 2000          | LINEAR                      |
| (104473) | 2000 GV18              | 5 avril 2000          | LINEAR                      |
| (104474) | 2000 GA20              | 5 avril 2000          | LINEAR                      |
| (104475) | 2000 GB20              | 5 avril 2000          | LINEAR                      |
| (104476) | 2000 GO20              | 5 avril 2000          | LINEAR                      |
| (104477) | 2000 GE21              | 5 avril 2000          | LINEAR                      |
| (104478) | 2000 GJ21              | 5 avril 2000          | LINEAR                      |
| (104479) | 2000 GC22              | 5 avril 2000          | LINEAR                      |
| (104480) | 2000 GT22              | 5 avril 2000          | LINEAR                      |
| (104481) | 2000 GF23              | 5 avril 2000          | LINEAR                      |
| (104482) | 2000 GK23              | 5 avril 2000          | LINEAR                      |
| (104483) | 2000 GU23              | 5 avril 2000          | LINEAR                      |
| (104484) | 2000 GQ24              | 5 avril 2000          | LINEAR                      |
| (104485) | 2000 GJ25              | 5 avril 2000          | LINEAR                      |
| (104486) | 2000 GX25              | 5 avril 2000          | LINEAR                      |
| (104487) | 2000 GO26              | 5 avril 2000          | LINEAR                      |
| (104488) | 2000 GQ28              | 5 avril 2000          | LINEAR                      |
| (104489) | 2000 GT28              | 5 avril 2000          | LINEAR                      |
| (104490) | 2000 GZ28              | 5 avril 2000          | LINEAR                      |
| (104491) | 2000 GK30              | 5 avril 2000          | LINEAR                      |
| (104492) | 2000 GQ30              | 5 avril 2000          | LINEAR                      |
| (104493) | 2000 GX30              | 5 avril 2000          | LINEAR                      |
| (104494) | 2000 GA31              | 5 avril 2000          | LINEAR                      |
| (104495) | 2000 GK32              | 5 avril 2000          | LINEAR                      |
| (104496) | 2000 GK33              | 5 avril 2000          | LINEAR                      |
| (104497) | 2000 GC35              | 5 avril 2000          | LINEAR                      |
| (104498) | 2000 GJ35              | 5 avril 2000          | LINEAR                      |
| (104499) | 2000 GH36              | 5 avril 2000          | LINEAR                      |
| (104500) | 2000 GQ36              | 5 avril 2000          | LINEAR                      |

### 104501-104600
| Nom      | Désignation provisoire | Date de la découverte | Découvreur |
| -------- | ---------------------- | --------------------- | ---------- |
| (104501) | 2000 GM38              | 5 avril 2000          | LINEAR     |
| (104502) | 2000 GT38              | 5 avril 2000          | LINEAR     |
| (104503) | 2000 GW38              | 5 avril 2000          | LINEAR     |
| (104504) | 2000 GA39              | 5 avril 2000          | LINEAR     |
| (104505) | 2000 GR39              | 5 avril 2000          | LINEAR     |
| (104506) | 2000 GH40              | 5 avril 2000          | LINEAR     |
| (104507) | 2000 GW40              | 5 avril 2000          | LINEAR     |
| (104508) | 2000 GM41              | 5 avril 2000          | LINEAR     |
| (104509) | 2000 GR41              | 5 avril 2000          | LINEAR     |
| (104510) | 2000 GD43              | 5 avril 2000          | LINEAR     |
| (104511) | 2000 GK43              | 5 avril 2000          | LINEAR     |
| (104512) | 2000 GO43              | 5 avril 2000          | LINEAR     |
| (104513) | 2000 GZ43              | 5 avril 2000          | LINEAR     |
| (104514) | 2000 GJ45              | 5 avril 2000          | LINEAR     |
| (104515) | 2000 GT45              | 5 avril 2000          | LINEAR     |
| (104516) | 2000 GF46              | 5 avril 2000          | LINEAR     |
| (104517) | 2000 GG47              | 5 avril 2000          | LINEAR     |
| (104518) | 2000 GO47              | 5 avril 2000          | LINEAR     |
| (104519) | 2000 GS47              | 5 avril 2000          | LINEAR     |
| (104520) | 2000 GW47              | 5 avril 2000          | LINEAR     |
| (104521) | 2000 GP49              | 5 avril 2000          | LINEAR     |
| (104522) | 2000 GQ49              | 5 avril 2000          | LINEAR     |
| (104523) | 2000 GE50              | 5 avril 2000          | LINEAR     |
| (104524) | 2000 GX50              | 5 avril 2000          | LINEAR     |
| (104525) | 2000 GA51              | 5 avril 2000          | LINEAR     |
| (104526) | 2000 GE51              | 5 avril 2000          | LINEAR     |
| (104527) | 2000 GS51              | 5 avril 2000          | LINEAR     |
| (104528) | 2000 GE52              | 5 avril 2000          | LINEAR     |
| (104529) | 2000 GH52              | 5 avril 2000          | LINEAR     |
| (104530) | 2000 GZ52              | 5 avril 2000          | LINEAR     |
| (104531) | 2000 GK53              | 5 avril 2000          | LINEAR     |
| (104532) | 2000 GJ54              | 5 avril 2000          | LINEAR     |
| (104533) | 2000 GK54              | 5 avril 2000          | LINEAR     |
| (104534) | 2000 GN54              | 5 avril 2000          | LINEAR     |
| (104535) | 2000 GY54              | 5 avril 2000          | LINEAR     |
| (104536) | 2000 GT55              | 5 avril 2000          | LINEAR     |
| (104537) | 2000 GY55              | 5 avril 2000          | LINEAR     |
| (104538) | 2000 GJ56              | 5 avril 2000          | LINEAR     |
| (104539) | 2000 GU56              | 5 avril 2000          | LINEAR     |
| (104540) | 2000 GF57              | 5 avril 2000          | LINEAR     |
| (104541) | 2000 GD58              | 5 avril 2000          | LINEAR     |
| (104542) | 2000 GU58              | 5 avril 2000          | LINEAR     |
| (104543) | 2000 GX58              | 5 avril 2000          | LINEAR     |
| (104544) | 2000 GG59              | 5 avril 2000          | LINEAR     |
| (104545) | 2000 GJ59              | 5 avril 2000          | LINEAR     |
| (104546) | 2000 GS60              | 5 avril 2000          | LINEAR     |
| (104547) | 2000 GV61              | 5 avril 2000          | LINEAR     |
| (104548) | 2000 GS62              | 5 avril 2000          | LINEAR     |
| (104549) | 2000 GV62              | 5 avril 2000          | LINEAR     |
| (104550) | 2000 GH63              | 5 avril 2000          | LINEAR     |
| (104551) | 2000 GU63              | 5 avril 2000          | LINEAR     |
| (104552) | 2000 GZ63              | 5 avril 2000          | LINEAR     |
| (104553) | 2000 GC64              | 5 avril 2000          | LINEAR     |
| (104554) | 2000 GM65              | 5 avril 2000          | LINEAR     |
| (104555) | 2000 GP65              | 5 avril 2000          | LINEAR     |
| (104556) | 2000 GR67              | 5 avril 2000          | LINEAR     |
| (104557) | 2000 GH68              | 5 avril 2000          | LINEAR     |
| (104558) | 2000 GQ68              | 5 avril 2000          | LINEAR     |
| (104559) | 2000 GZ70              | 5 avril 2000          | LINEAR     |
| (104560) | 2000 GK71              | 5 avril 2000          | LINEAR     |
| (104561) | 2000 GS71              | 5 avril 2000          | LINEAR     |
| (104562) | 2000 GY71              | 5 avril 2000          | LINEAR     |
| (104563) | 2000 GL72              | 5 avril 2000          | LINEAR     |
| (104564) | 2000 GO72              | 5 avril 2000          | LINEAR     |
| (104565) | 2000 GZ72              | 5 avril 2000          | LINEAR     |
| (104566) | 2000 GX74              | 5 avril 2000          | LINEAR     |
| (104567) | 2000 GC75              | 5 avril 2000          | LINEAR     |
| (104568) | 2000 GF75              | 5 avril 2000          | LINEAR     |
| (104569) | 2000 GP75              | 5 avril 2000          | LINEAR     |
| (104570) | 2000 GN77              | 5 avril 2000          | LINEAR     |
| (104571) | 2000 GF78              | 5 avril 2000          | LINEAR     |
| (104572) | 2000 GG78              | 5 avril 2000          | LINEAR     |
| (104573) | 2000 GK78              | 5 avril 2000          | LINEAR     |
| (104574) | 2000 GQ78              | 5 avril 2000          | LINEAR     |
| (104575) | 2000 GX78              | 5 avril 2000          | LINEAR     |
| (104576) | 2000 GG80              | 6 avril 2000          | LINEAR     |
| (104577) | 2000 GM80              | 6 avril 2000          | LINEAR     |
| (104578) | 2000 GV80              | 6 avril 2000          | LINEAR     |
| (104579) | 2000 GW80              | 6 avril 2000          | LINEAR     |
| (104580) | 2000 GG81              | 6 avril 2000          | LINEAR     |
| (104581) | 2000 GA82              | 7 avril 2000          | LINEAR     |
| (104582) | 2000 GX83              | 3 avril 2000          | LINEAR     |
| (104583) | 2000 GF84              | 3 avril 2000          | LINEAR     |
| (104584) | 2000 GK84              | 3 avril 2000          | LINEAR     |
| (104585) | 2000 GW84              | 3 avril 2000          | LINEAR     |
| (104586) | 2000 GP85              | 3 avril 2000          | LINEAR     |
| (104587) | 2000 GX85              | 4 avril 2000          | LINEAR     |
| (104588) | 2000 GG86              | 4 avril 2000          | LINEAR     |
| (104589) | 2000 GT86              | 4 avril 2000          | LINEAR     |
| (104590) | 2000 GC87              | 4 avril 2000          | LINEAR     |
| (104591) | 2000 GJ87              | 4 avril 2000          | LINEAR     |
| (104592) | 2000 GJ89              | 4 avril 2000          | LINEAR     |
| (104593) | 2000 GK89              | 4 avril 2000          | LINEAR     |
| (104594) | 2000 GA90              | 4 avril 2000          | LINEAR     |
| (104595) | 2000 GF91              | 4 avril 2000          | LINEAR     |
| (104596) | 2000 GL91              | 4 avril 2000          | LINEAR     |
| (104597) | 2000 GJ92              | 5 avril 2000          | LINEAR     |
| (104598) | 2000 GW92              | 5 avril 2000          | LINEAR     |
| (104599) | 2000 GA94              | 5 avril 2000          | LINEAR     |
| (104600) | 2000 GP94              | 5 avril 2000          | LINEAR     |

### 104601-104700
| Nom                | Désignation provisoire | Date de la découverte | Découvreur                  |
| ------------------ | ---------------------- | --------------------- | --------------------------- |
| (104601)           | 2000 GG97              | 7 avril 2000          | LINEAR                      |
| (104602)           | 2000 GP97              | 7 avril 2000          | LINEAR                      |
| (104603)           | 2000 GQ97              | 7 avril 2000          | LINEAR                      |
| (104604)           | 2000 GU97              | 7 avril 2000          | LINEAR                      |
| (104605)           | 2000 GQ99              | 7 avril 2000          | LINEAR                      |
| (104606)           | 2000 GS99              | 7 avril 2000          | LINEAR                      |
| (104607)           | 2000 GF100             | 7 avril 2000          | LINEAR                      |
| (104608)           | 2000 GG100             | 7 avril 2000          | LINEAR                      |
| (104609)           | 2000 GT100             | 7 avril 2000          | LINEAR                      |
| (104610)           | 2000 GG101             | 7 avril 2000          | LINEAR                      |
| (104611)           | 2000 GZ101             | 7 avril 2000          | LINEAR                      |
| (104612)           | 2000 GE103             | 7 avril 2000          | LINEAR                      |
| (104613)           | 2000 GO103             | 7 avril 2000          | LINEAR                      |
| (104614)           | 2000 GD104             | 7 avril 2000          | LINEAR                      |
| (104615)           | 2000 GH105             | 7 avril 2000          | LINEAR                      |
| (104616)           | 2000 GF108             | 7 avril 2000          | LINEAR                      |
| (104617)           | 2000 GX109             | 2 avril 2000          | LONEOS                      |
| (104618)           | 2000 GZ109             | 2 avril 2000          | LONEOS                      |
| (104619)           | 2000 GJ110             | 2 avril 2000          | LONEOS                      |
| (104620)           | 2000 GR110             | 2 avril 2000          | LONEOS                      |
| (104621)           | 2000 GX110             | 2 avril 2000          | LONEOS                      |
| (104622)           | 2000 GA111             | 2 avril 2000          | LONEOS                      |
| (104623)           | 2000 GN111             | 3 avril 2000          | LONEOS                      |
| (104624)           | 2000 GD112             | 3 avril 2000          | LONEOS                      |
| (104625)           | 2000 GE112             | 3 avril 2000          | LONEOS                      |
| (104626)           | 2000 GT112             | 5 avril 2000          | LINEAR                      |
| (104627)           | 2000 GY112             | 5 avril 2000          | LINEAR                      |
| (104628)           | 2000 GH113             | 6 avril 2000          | LINEAR                      |
| (104629)           | 2000 GV113             | 7 avril 2000          | LINEAR                      |
| (104630)           | 2000 GF114             | 7 avril 2000          | LINEAR                      |
| (104631)           | 2000 GQ114             | 7 avril 2000          | LINEAR                      |
| (104632)           | 2000 GC115             | 8 avril 2000          | LINEAR                      |
| (104633)           | 2000 GV115             | 8 avril 2000          | LINEAR                      |
| (104634)           | 2000 GU116             | 2 avril 2000          | Spacewatch                  |
| (104635)           | 2000 GD117             | 2 avril 2000          | Spacewatch                  |
| (104636)           | 2000 GK117             | 2 avril 2000          | Spacewatch                  |
| (104637)           | 2000 GU117             | 2 avril 2000          | Spacewatch                  |
| (104638)           | 2000 GW117             | 2 avril 2000          | Spacewatch                  |
| (104639)           | 2000 GY118             | 3 avril 2000          | Spacewatch                  |
| (104640)           | 2000 GB119             | 3 avril 2000          | Spacewatch                  |
| (104641)           | 2000 GD120             | 5 avril 2000          | Spacewatch                  |
| (104642)           | 2000 GO122             | 6 avril 2000          | Bickel, W.                  |
| (104643)           | 2000 GY122             | 4 avril 2000          | LINEAR                      |
| (104644)           | 2000 GG123             | 11 avril 2000         | Comba, P. G.                |
| (104645)           | 2000 GT125             | 7 avril 2000          | LINEAR                      |
| (104646)           | 2000 GY125             | 7 avril 2000          | LINEAR                      |
| (104647)           | 2000 GK126             | 7 avril 2000          | LINEAR                      |
| (104648)           | 2000 GQ129             | 5 avril 2000          | Spacewatch                  |
| (104649)           | 2000 GG132             | 10 avril 2000         | Spacewatch                  |
| (104650)           | 2000 GY132             | 9 avril 2000          | Kusnirak, P., Babiakova, U. |
| (104651)           | 2000 GF133             | 12 avril 2000         | NEAT                        |
| (104652)           | 2000 GY133             | 7 avril 2000          | LINEAR                      |
| (104653)           | 2000 GB134             | 7 avril 2000          | LINEAR                      |
| (104654)           | 2000 GS134             | 8 avril 2000          | LINEAR                      |
| (104655)           | 2000 GD135             | 8 avril 2000          | LINEAR                      |
| (104656)           | 2000 GH135             | 8 avril 2000          | LINEAR                      |
| (104657)           | 2000 GJ135             | 8 avril 2000          | LINEAR                      |
| (104658)           | 2000 GQ136             | 12 avril 2000         | LINEAR                      |
| (104659)           | 2000 GJ137             | 12 avril 2000         | LINEAR                      |
| (104660)           | 2000 GR138             | 4 avril 2000          | LONEOS                      |
| (104661)           | 2000 GA139             | 4 avril 2000          | LONEOS                      |
| (104662)           | 2000 GB139             | 4 avril 2000          | LONEOS                      |
| (104663)           | 2000 GW139             | 4 avril 2000          | LONEOS                      |
| (104664)           | 2000 GZ139             | 4 avril 2000          | LONEOS                      |
| (104665)           | 2000 GQ140             | 4 avril 2000          | LONEOS                      |
| (104666)           | 2000 GF141             | 6 avril 2000          | LONEOS                      |
| (104667)           | 2000 GX141             | 7 avril 2000          | LONEOS                      |
| (104668)           | 2000 GB142             | 7 avril 2000          | LONEOS                      |
| (104669)           | 2000 GV142             | 7 avril 2000          | LONEOS                      |
| (104670)           | 2000 GW143             | 7 avril 2000          | LONEOS                      |
| (104671)           | 2000 GW144             | 7 avril 2000          | Spacewatch                  |
| (104672)           | 2000 GC146             | 12 avril 2000         | Spacewatch                  |
| (104673)           | 2000 GO146             | 8 avril 2000          | Spacewatch                  |
| (104674)           | 2000 GK148             | 5 avril 2000          | LINEAR                      |
| (104675)           | 2000 GB149             | 5 avril 2000          | LINEAR                      |
| (104676)           | 2000 GL149             | 5 avril 2000          | LINEAR                      |
| (104677)           | 2000 GW150             | 5 avril 2000          | LINEAR                      |
| (104678)           | 2000 GB152             | 6 avril 2000          | Spacewatch                  |
| (104679)           | 2000 GY152             | 6 avril 2000          | LONEOS                      |
| (104680)           | 2000 GK153             | 6 avril 2000          | LONEOS                      |
| (104681)           | 2000 GM153             | 6 avril 2000          | LONEOS                      |
| (104682)           | 2000 GB154             | 6 avril 2000          | LONEOS                      |
| (104683)           | 2000 GF154             | 6 avril 2000          | LONEOS                      |
| (104684)           | 2000 GG154             | 6 avril 2000          | LONEOS                      |
| (104685)           | 2000 GK154             | 6 avril 2000          | LONEOS                      |
| (104686)           | 2000 GQ154             | 6 avril 2000          | LONEOS                      |
| (104687)           | 2000 GK155             | 6 avril 2000          | LONEOS                      |
| (104688)           | 2000 GN155             | 6 avril 2000          | LONEOS                      |
| (104689)           | 2000 GO155             | 6 avril 2000          | LONEOS                      |
| (104690)           | 2000 GX156             | 6 avril 2000          | LINEAR                      |
| (104691)           | 2000 GV158             | 7 avril 2000          | LONEOS                      |
| (104692)           | 2000 GX158             | 7 avril 2000          | LONEOS                      |
| (104693)           | 2000 GB160             | 7 avril 2000          | LINEAR                      |
| (104694)           | 2000 GL160             | 7 avril 2000          | LINEAR                      |
| (104695)           | 2000 GU161             | 7 avril 2000          | LONEOS                      |
| (104696)           | 2000 GV161             | 7 avril 2000          | LONEOS                      |
| (104697)           | 2000 GW162             | 8 avril 2000          | LINEAR                      |
| (104698) Alvindrew | 2000 GJ163             | 10 avril 2000         | Buie, M. W.                 |
| (104699)           | 2000 GC164             | 12 avril 2000         | NEAT                        |
| (104700)           | 2000 GK164             | 5 avril 2000          | LONEOS                      |

### 104701-104800
| Nom      | Désignation provisoire | Date de la découverte | Découvreur       |
| -------- | ---------------------- | --------------------- | ---------------- |
| (104701) | 2000 GV164             | 5 avril 2000          | LINEAR           |
| (104702) | 2000 GZ164             | 5 avril 2000          | LINEAR           |
| (104703) | 2000 GK166             | 5 avril 2000          | LINEAR           |
| (104704) | 2000 GM167             | 4 avril 2000          | LONEOS           |
| (104705) | 2000 GS167             | 4 avril 2000          | LONEOS           |
| (104706) | 2000 GZ167             | 4 avril 2000          | LONEOS           |
| (104707) | 2000 GA168             | 4 avril 2000          | LONEOS           |
| (104708) | 2000 GK168             | 4 avril 2000          | LONEOS           |
| (104709) | 2000 GO168             | 4 avril 2000          | LONEOS           |
| (104710) | 2000 GR168             | 4 avril 2000          | LONEOS           |
| (104711) | 2000 GU168             | 4 avril 2000          | LINEAR           |
| (104712) | 2000 GK171             | 5 avril 2000          | LONEOS           |
| (104713) | 2000 GO171             | 5 avril 2000          | LONEOS           |
| (104714) | 2000 GT171             | 2 avril 2000          | LINEAR           |
| (104715) | 2000 GZ171             | 3 avril 2000          | LINEAR           |
| (104716) | 2000 GM172             | 2 avril 2000          | LONEOS           |
| (104717) | 2000 GH173             | 5 avril 2000          | LONEOS           |
| (104718) | 2000 GQ174             | 2 avril 2000          | LONEOS           |
| (104719) | 2000 GY174             | 3 avril 2000          | Spacewatch       |
| (104720) | 2000 GA175             | 3 avril 2000          | Spacewatch       |
| (104721) | 2000 GQ175             | 2 avril 2000          | Spacewatch       |
| (104722) | 2000 GU175             | 2 avril 2000          | LONEOS           |
| (104723) | 2000 GY175             | 2 avril 2000          | Spacewatch       |
| (104724) | 2000 GK176             | 2 avril 2000          | Spacewatch       |
| (104725) | 2000 GX176             | 3 avril 2000          | Spacewatch       |
| (104726) | 2000 GX178             | 4 avril 2000          | LONEOS           |
| (104727) | 2000 GY178             | 4 avril 2000          | LINEAR           |
| (104728) | 2000 GP179             | 5 avril 2000          | LONEOS           |
| (104729) | 2000 GT181             | 5 avril 2000          | LONEOS           |
| (104730) | 2000 HQ                | 24 avril 2000         | Spacewatch       |
| (104731) | 2000 HB2               | 25 avril 2000         | Spacewatch       |
| (104732) | 2000 HH2               | 25 avril 2000         | Spacewatch       |
| (104733) | 2000 HT2               | 25 avril 2000         | Spacewatch       |
| (104734) | 2000 HU2               | 25 avril 2000         | Spacewatch       |
| (104735) | 2000 HZ2               | 25 avril 2000         | Spacewatch       |
| (104736) | 2000 HJ4               | 27 avril 2000         | Spacewatch       |
| (104737) | 2000 HG5               | 28 avril 2000         | LINEAR           |
| (104738) | 2000 HX7               | 27 avril 2000         | LINEAR           |
| (104739) | 2000 HU8               | 27 avril 2000         | LINEAR           |
| (104740) | 2000 HY8               | 27 avril 2000         | LINEAR           |
| (104741) | 2000 HC9               | 27 avril 2000         | LINEAR           |
| (104742) | 2000 HY9               | 27 avril 2000         | LINEAR           |
| (104743) | 2000 HW10              | 27 avril 2000         | LINEAR           |
| (104744) | 2000 HX10              | 27 avril 2000         | LINEAR           |
| (104745) | 2000 HN11              | 28 avril 2000         | LINEAR           |
| (104746) | 2000 HZ11              | 28 avril 2000         | LINEAR           |
| (104747) | 2000 HE12              | 28 avril 2000         | LINEAR           |
| (104748) | 2000 HO12              | 28 avril 2000         | LINEAR           |
| (104749) | 2000 HR12              | 28 avril 2000         | LINEAR           |
| (104750) | 2000 HW12              | 28 avril 2000         | LINEAR           |
| (104751) | 2000 HM13              | 28 avril 2000         | LINEAR           |
| (104752) | 2000 HP13              | 28 avril 2000         | LINEAR           |
| (104753) | 2000 HZ14              | 27 avril 2000         | LINEAR           |
| (104754) | 2000 HC15              | 27 avril 2000         | LINEAR           |
| (104755) | 2000 HF15              | 27 avril 2000         | LINEAR           |
| (104756) | 2000 HW15              | 29 avril 2000         | LINEAR           |
| (104757) | 2000 HF16              | 29 avril 2000         | LINEAR           |
| (104758) | 2000 HR18              | 25 avril 2000         | Spacewatch       |
| (104759) | 2000 HY18              | 25 avril 2000         | Spacewatch       |
| (104760) | 2000 HD19              | 25 avril 2000         | Spacewatch       |
| (104761) | 2000 HF22              | 29 avril 2000         | LINEAR           |
| (104762) | 2000 HO22              | 29 avril 2000         | LINEAR           |
| (104763) | 2000 HT22              | 29 avril 2000         | LINEAR           |
| (104764) | 2000 HG23              | 30 avril 2000         | LINEAR           |
| (104765) | 2000 HN23              | 30 avril 2000         | LINEAR           |
| (104766) | 2000 HG24              | 29 avril 2000         | Zoltowski, F. B. |
| (104767) | 2000 HP25              | 24 avril 2000         | LONEOS           |
| (104768) | 2000 HG26              | 24 avril 2000         | LONEOS           |
| (104769) | 2000 HV26              | 24 avril 2000         | LONEOS           |
| (104770) | 2000 HC28              | 28 avril 2000         | LINEAR           |
| (104771) | 2000 HH28              | 29 avril 2000         | LINEAR           |
| (104772) | 2000 HV28              | 29 avril 2000         | LINEAR           |
| (104773) | 2000 HE29              | 27 avril 2000         | LINEAR           |
| (104774) | 2000 HP29              | 28 avril 2000         | LINEAR           |
| (104775) | 2000 HQ29              | 28 avril 2000         | LINEAR           |
| (104776) | 2000 HW29              | 28 avril 2000         | LINEAR           |
| (104777) | 2000 HP30              | 28 avril 2000         | LINEAR           |
| (104778) | 2000 HX30              | 28 avril 2000         | LINEAR           |
| (104779) | 2000 HR31              | 29 avril 2000         | LINEAR           |
| (104780) | 2000 HX31              | 29 avril 2000         | LINEAR           |
| (104781) | 2000 HA32              | 29 avril 2000         | LINEAR           |
| (104782) | 2000 HJ32              | 29 avril 2000         | LINEAR           |
| (104783) | 2000 HT32              | 29 avril 2000         | LINEAR           |
| (104784) | 2000 HX32              | 29 avril 2000         | LINEAR           |
| (104785) | 2000 HL33              | 29 avril 2000         | LINEAR           |
| (104786) | 2000 HH35              | 27 avril 2000         | LINEAR           |
| (104787) | 2000 HZ35              | 28 avril 2000         | LINEAR           |
| (104788) | 2000 HD36              | 28 avril 2000         | LINEAR           |
| (104789) | 2000 HL36              | 28 avril 2000         | LINEAR           |
| (104790) | 2000 HP36              | 28 avril 2000         | LINEAR           |
| (104791) | 2000 HG37              | 28 avril 2000         | LINEAR           |
| (104792) | 2000 HJ37              | 28 avril 2000         | LINEAR           |
| (104793) | 2000 HB38              | 28 avril 2000         | Spacewatch       |
| (104794) | 2000 HP38              | 28 avril 2000         | Spacewatch       |
| (104795) | 2000 HS39              | 29 avril 2000         | Spacewatch       |
| (104796) | 2000 HS40              | 28 avril 2000         | LINEAR           |
| (104797) | 2000 HG41              | 28 avril 2000         | LINEAR           |
| (104798) | 2000 HH41              | 28 avril 2000         | LINEAR           |
| (104799) | 2000 HH42              | 28 avril 2000         | LONEOS           |
| (104800) | 2000 HK42              | 29 avril 2000         | LINEAR           |

### 104801-104900
| Nom                | Désignation provisoire | Date de la découverte | Découvreur  |
| ------------------ | ---------------------- | --------------------- | ----------- |
| (104801)           | 2000 HL42              | 29 avril 2000         | LINEAR      |
| (104802)           | 2000 HZ42              | 29 avril 2000         | LINEAR      |
| (104803)           | 2000 HJ43              | 29 avril 2000         | LINEAR      |
| (104804)           | 2000 HN43              | 29 avril 2000         | Spacewatch  |
| (104805)           | 2000 HS43              | 29 avril 2000         | Spacewatch  |
| (104806)           | 2000 HU44              | 26 avril 2000         | LONEOS      |
| (104807)           | 2000 HS45              | 26 avril 2000         | LONEOS      |
| (104808)           | 2000 HG47              | 29 avril 2000         | LINEAR      |
| (104809)           | 2000 HL47              | 29 avril 2000         | LINEAR      |
| (104810)           | 2000 HQ47              | 29 avril 2000         | LINEAR      |
| (104811)           | 2000 HP48              | 29 avril 2000         | LINEAR      |
| (104812)           | 2000 HV48              | 29 avril 2000         | LINEAR      |
| (104813)           | 2000 HO49              | 29 avril 2000         | LINEAR      |
| (104814)           | 2000 HH50              | 29 avril 2000         | LINEAR      |
| (104815)           | 2000 HK50              | 29 avril 2000         | LINEAR      |
| (104816)           | 2000 HC51              | 29 avril 2000         | LINEAR      |
| (104817)           | 2000 HW51              | 29 avril 2000         | LINEAR      |
| (104818)           | 2000 HE52              | 29 avril 2000         | LINEAR      |
| (104819)           | 2000 HK54              | 29 avril 2000         | LINEAR      |
| (104820)           | 2000 HQ55              | 24 avril 2000         | LONEOS      |
| (104821)           | 2000 HR55              | 24 avril 2000         | LONEOS      |
| (104822)           | 2000 HS55              | 24 avril 2000         | LONEOS      |
| (104823)           | 2000 HK56              | 24 avril 2000         | LONEOS      |
| (104824)           | 2000 HP56              | 24 avril 2000         | LONEOS      |
| (104825)           | 2000 HJ58              | 24 avril 2000         | Spacewatch  |
| (104826)           | 2000 HM58              | 25 avril 2000         | Spacewatch  |
| (104827)           | 2000 HP59              | 25 avril 2000         | LONEOS      |
| (104828)           | 2000 HC60              | 25 avril 2000         | LONEOS      |
| (104829)           | 2000 HX62              | 26 avril 2000         | LONEOS      |
| (104830)           | 2000 HD63              | 26 avril 2000         | LONEOS      |
| (104831)           | 2000 HQ63              | 26 avril 2000         | LONEOS      |
| (104832)           | 2000 HN64              | 26 avril 2000         | LONEOS      |
| (104833)           | 2000 HH65              | 26 avril 2000         | LONEOS      |
| (104834)           | 2000 HO67              | 27 avril 2000         | Spacewatch  |
| (104835)           | 2000 HQ68              | 28 avril 2000         | Spacewatch  |
| (104836)           | 2000 HH70              | 26 avril 2000         | LONEOS      |
| (104837)           | 2000 HT70              | 26 avril 2000         | LONEOS      |
| (104838)           | 2000 HY70              | 26 avril 2000         | LONEOS      |
| (104839)           | 2000 HA71              | 30 avril 2000         | LONEOS      |
| (104840)           | 2000 HF71              | 24 avril 2000         | LONEOS      |
| (104841)           | 2000 HK71              | 24 avril 2000         | LONEOS      |
| (104842)           | 2000 HW71              | 25 avril 2000         | LONEOS      |
| (104843)           | 2000 HZ71              | 25 avril 2000         | LONEOS      |
| (104844)           | 2000 HE72              | 25 avril 2000         | LONEOS      |
| (104845)           | 2000 HZ72              | 27 avril 2000         | LONEOS      |
| (104846)           | 2000 HH73              | 27 avril 2000         | LONEOS      |
| (104847)           | 2000 HV73              | 27 avril 2000         | LONEOS      |
| (104848)           | 2000 HL74              | 30 avril 2000         | NEAT        |
| (104849)           | 2000 HP74              | 27 avril 2000         | Spacewatch  |
| (104850)           | 2000 HS74              | 27 avril 2000         | LINEAR      |
| (104851)           | 2000 HH75              | 27 avril 2000         | LINEAR      |
| (104852)           | 2000 HJ75              | 27 avril 2000         | LINEAR      |
| (104853)           | 2000 HN75              | 27 avril 2000         | LINEAR      |
| (104854)           | 2000 HR75              | 27 avril 2000         | LINEAR      |
| (104855)           | 2000 HK76              | 27 avril 2000         | LINEAR      |
| (104856)           | 2000 HJ77              | 28 avril 2000         | LONEOS      |
| (104857)           | 2000 HT77              | 28 avril 2000         | LINEAR      |
| (104858)           | 2000 HA78              | 28 avril 2000         | LINEAR      |
| (104859)           | 2000 HU78              | 28 avril 2000         | LONEOS      |
| (104860)           | 2000 HV78              | 28 avril 2000         | LONEOS      |
| (104861)           | 2000 HT79              | 28 avril 2000         | LONEOS      |
| (104862)           | 2000 HV79              | 28 avril 2000         | LONEOS      |
| (104863)           | 2000 HA82              | 29 avril 2000         | LINEAR      |
| (104864)           | 2000 HF82              | 29 avril 2000         | LINEAR      |
| (104865)           | 2000 HG86              | 30 avril 2000         | LONEOS      |
| (104866)           | 2000 HM86              | 30 avril 2000         | LONEOS      |
| (104867)           | 2000 HY86              | 30 avril 2000         | Spacewatch  |
| (104868)           | 2000 HP87              | 27 avril 2000         | LINEAR      |
| (104869)           | 2000 HQ89              | 29 avril 2000         | LINEAR      |
| (104870)           | 2000 HV93              | 29 avril 2000         | LINEAR      |
| (104871)           | 2000 HZ96              | 27 avril 2000         | LONEOS      |
| (104872)           | 2000 HF97              | 27 avril 2000         | LINEAR      |
| (104873)           | 2000 HG97              | 27 avril 2000         | LINEAR      |
| (104874)           | 2000 HH97              | 27 avril 2000         | LINEAR      |
| (104875)           | 2000 HZ97              | 26 avril 2000         | Spacewatch  |
| (104876)           | 2000 HH98              | 27 avril 2000         | Spacewatch  |
| (104877)           | 2000 HW99              | 27 avril 2000         | LONEOS      |
| (104878)           | 2000 HL100             | 24 avril 2000         | LONEOS      |
| (104879)           | 2000 HS100             | 25 avril 2000         | Spacewatch  |
| (104880)           | 2000 HK102             | 26 avril 2000         | LONEOS      |
| (104881)           | 2000 HJ103             | 27 avril 2000         | LONEOS      |
| (104882)           | 2000 HK103             | 27 avril 2000         | LONEOS      |
| (104883)           | 2000 HT103             | 27 avril 2000         | LONEOS      |
| (104884)           | 2000 HU103             | 27 avril 2000         | LONEOS      |
| (104885)           | 2000 HW103             | 27 avril 2000         | LONEOS      |
| (104886)           | 2000 JS                | 1er mai 2000          | LINEAR      |
| (104887)           | 2000 JH1               | 2 mai 2000            | LINEAR      |
| (104888)           | 2000 JL1               | 1er mai 2000          | LINEAR      |
| (104889)           | 2000 JQ1               | 1er mai 2000          | LINEAR      |
| (104890)           | 2000 JT1               | 1er mai 2000          | LINEAR      |
| (104891)           | 2000 JA2               | 2 mai 2000            | LINEAR      |
| (104892)           | 2000 JB2               | 2 mai 2000            | LINEAR      |
| (104893)           | 2000 JO2               | 3 mai 2000            | LINEAR      |
| (104894)           | 2000 JL3               | 3 mai 2000            | LINEAR      |
| (104895)           | 2000 JU4               | 2 mai 2000            | Spacewatch  |
| (104896) Schwanden | 2000 JL5               | 2 mai 2000            | Kandler, J. |
| (104897)           | 2000 JP5               | 5 mai 2000            | Farpoint    |
| (104898)           | 2000 JX5               | 2 mai 2000            | LINEAR      |
| (104899)           | 2000 JS6               | 4 mai 2000            | LINEAR      |
| (104900)           | 2000 JL7               | 1er mai 2000          | Spacewatch  |

### 104901-105000
| Nom      | Désignation provisoire | Date de la découverte | Découvreur   |
| -------- | ---------------------- | --------------------- | ------------ |
| (104901) | 2000 JM7               | 1er mai 2000          | Spacewatch   |
| (104902) | 2000 JN8               | 6 mai 2000            | LINEAR       |
| (104903) | 2000 JJ9               | 3 mai 2000            | LINEAR       |
| (104904) | 2000 JP9               | 3 mai 2000            | LINEAR       |
| (104905) | 2000 JW9               | 4 mai 2000            | LINEAR       |
| (104906) | 2000 JK10              | 7 mai 2000            | LINEAR       |
| (104907) | 2000 JX10              | 3 mai 2000            | LINEAR       |
| (104908) | 2000 JZ10              | 3 mai 2000            | LINEAR       |
| (104909) | 2000 JV12              | 6 mai 2000            | LINEAR       |
| (104910) | 2000 JL13              | 9 mai 2000            | LINEAR       |
| (104911) | 2000 JX13              | 6 mai 2000            | LINEAR       |
| (104912) | 2000 JB15              | 9 mai 2000            | LINEAR       |
| (104913) | 2000 JK15              | 9 mai 2000            | Comba, P. G. |
| (104914) | 2000 JJ16              | 5 mai 2000            | LINEAR       |
| (104915) | 2000 JR16              | 6 mai 2000            | LINEAR       |
| (104916) | 2000 JM17              | 5 mai 2000            | LINEAR       |
| (104917) | 2000 JR17              | 6 mai 2000            | LINEAR       |
| (104918) | 2000 JX17              | 6 mai 2000            | LINEAR       |
| (104919) | 2000 JA18              | 6 mai 2000            | LINEAR       |
| (104920) | 2000 JU18              | 3 mai 2000            | LINEAR       |
| (104921) | 2000 JW18              | 3 mai 2000            | LINEAR       |
| (104922) | 2000 JA19              | 3 mai 2000            | LINEAR       |
| (104923) | 2000 JN20              | 6 mai 2000            | LINEAR       |
| (104924) | 2000 JL21              | 6 mai 2000            | LINEAR       |
| (104925) | 2000 JJ22              | 6 mai 2000            | LINEAR       |
| (104926) | 2000 JS23              | 7 mai 2000            | LINEAR       |
| (104927) | 2000 JU23              | 7 mai 2000            | LINEAR       |
| (104928) | 2000 JS25              | 7 mai 2000            | LINEAR       |
| (104929) | 2000 JX25              | 7 mai 2000            | LINEAR       |
| (104930) | 2000 JO28              | 7 mai 2000            | LINEAR       |
| (104931) | 2000 JC29              | 7 mai 2000            | LINEAR       |
| (104932) | 2000 JH29              | 7 mai 2000            | LINEAR       |
| (104933) | 2000 JJ29              | 7 mai 2000            | LINEAR       |
| (104934) | 2000 JN29              | 7 mai 2000            | LINEAR       |
| (104935) | 2000 JN30              | 7 mai 2000            | LINEAR       |
| (104936) | 2000 JN31              | 7 mai 2000            | LINEAR       |
| (104937) | 2000 JY31              | 7 mai 2000            | LINEAR       |
| (104938) | 2000 JT32              | 7 mai 2000            | LINEAR       |
| (104939) | 2000 JK33              | 7 mai 2000            | LINEAR       |
| (104940) | 2000 JC35              | 7 mai 2000            | LINEAR       |
| (104941) | 2000 JK35              | 7 mai 2000            | LINEAR       |
| (104942) | 2000 JZ35              | 7 mai 2000            | LINEAR       |
| (104943) | 2000 JQ40              | 5 mai 2000            | LINEAR       |
| (104944) | 2000 JN41              | 7 mai 2000            | LINEAR       |
| (104945) | 2000 JN42              | 7 mai 2000            | LINEAR       |
| (104946) | 2000 JU42              | 7 mai 2000            | LINEAR       |
| (104947) | 2000 JB43              | 7 mai 2000            | LINEAR       |
| (104948) | 2000 JN43              | 7 mai 2000            | LINEAR       |
| (104949) | 2000 JR44              | 7 mai 2000            | LINEAR       |
| (104950) | 2000 JX44              | 7 mai 2000            | LINEAR       |
| (104951) | 2000 JY44              | 7 mai 2000            | LINEAR       |
| (104952) | 2000 JV45              | 7 mai 2000            | LINEAR       |
| (104953) | 2000 JX45              | 7 mai 2000            | LINEAR       |
| (104954) | 2000 JJ47              | 9 mai 2000            | LINEAR       |
| (104955) | 2000 JH49              | 9 mai 2000            | LINEAR       |
| (104956) | 2000 JK49              | 9 mai 2000            | LINEAR       |
| (104957) | 2000 JR49              | 9 mai 2000            | LINEAR       |
| (104958) | 2000 JS49              | 9 mai 2000            | LINEAR       |
| (104959) | 2000 JN50              | 9 mai 2000            | LINEAR       |
| (104960) | 2000 JY51              | 9 mai 2000            | LINEAR       |
| (104961) | 2000 JX52              | 9 mai 2000            | LINEAR       |
| (104962) | 2000 JY52              | 9 mai 2000            | LINEAR       |
| (104963) | 2000 JE54              | 6 mai 2000            | LINEAR       |
| (104964) | 2000 JP54              | 6 mai 2000            | LINEAR       |
| (104965) | 2000 JH56              | 6 mai 2000            | LINEAR       |
| (104966) | 2000 JU57              | 6 mai 2000            | LINEAR       |
| (104967) | 2000 JW57              | 6 mai 2000            | LINEAR       |
| (104968) | 2000 JX58              | 6 mai 2000            | LINEAR       |
| (104969) | 2000 JF59              | 7 mai 2000            | LINEAR       |
| (104970) | 2000 JQ59              | 7 mai 2000            | LINEAR       |
| (104971) | 2000 JJ60              | 7 mai 2000            | LINEAR       |
| (104972) | 2000 JX63              | 10 mai 2000           | LINEAR       |
| (104973) | 2000 JM64              | 4 mai 2000            | LONEOS       |
| (104974) | 2000 JX64              | 4 mai 2000            | LONEOS       |
| (104975) | 2000 JB65              | 5 mai 2000            | LINEAR       |
| (104976) | 2000 JH65              | 5 mai 2000            | LINEAR       |
| (104977) | 2000 JK65              | 5 mai 2000            | LINEAR       |
| (104978) | 2000 JZ65              | 6 mai 2000            | LINEAR       |
| (104979) | 2000 JN69              | 1er mai 2000          | LONEOS       |
| (104980) | 2000 JP71              | 1er mai 2000          | LONEOS       |
| (104981) | 2000 JS71              | 1er mai 2000          | LONEOS       |
| (104982) | 2000 JS73              | 2 mai 2000            | LONEOS       |
| (104983) | 2000 JY73              | 2 mai 2000            | Spacewatch   |
| (104984) | 2000 JL77              | 7 mai 2000            | LINEAR       |
| (104985) | 2000 JB79              | 4 mai 2000            | Spacewatch   |
| (104986) | 2000 JQ82              | 7 mai 2000            | LINEAR       |
| (104987) | 2000 JK83              | 7 mai 2000            | LINEAR       |
| (104988) | 2000 JB84              | 5 mai 2000            | LINEAR       |
| (104989) | 2000 JH84              | 5 mai 2000            | LINEAR       |
| (104990) | 2000 JR84              | 13 mai 2000           | Spacewatch   |
| (104991) | 2000 JT84              | 12 mai 2000           | NEAT         |
| (104992) | 2000 JF85              | 5 mai 2000            | LINEAR       |
| (104993) | 2000 JQ85              | 2 mai 2000            | Spacewatch   |
| (104994) | 2000 JY85              | 2 mai 2000            | LONEOS       |
| (104995) | 2000 KJ                | 23 mai 2000           | Comba, P. G. |
| (104996) | 2000 KH2               | 26 mai 2000           | LINEAR       |
| (104997) | 2000 KS2               | 26 mai 2000           | LINEAR       |
| (104998) | 2000 KT2               | 26 mai 2000           | LINEAR       |
| (104999) | 2000 KW2               | 26 mai 2000           | LINEAR       |
| (105000) | 2000 KZ3               | 27 mai 2000           | Comba, P. G. |

## Sources
- (en) Base de données du Centre des planètes mineures